# 우루시바라 유키
우루시바라 유키(일본어: 漆原 友紀)는 일본의 만화가이다. 1974년 1월 23일생이고 여성이다. 다른 필명으로 시마 소요고(일본어: 志摩冬青)가 있다.
충사의 작가로 유명하다.
수역,필라멘트,애프터눈을 쓰셨다.